# Robinson Place
Robinson Place (雍景臺) est un ensemble de gratte-ciel situé à Hong Kong en Chine dans le district de l'Ile de Hong Kong.
L'ensemble est composée de deux tours de 48 étages chacune, construite en 1994  :
- Robinson Place Tower A, 153 mètres de hauteur
- Robinson Place Tower B, 150 mètres de hauteur
L'architecte est l'agence de Hong Kong, DLN Architects